# Австралийская аттестационная комиссия
Австралийская аттестационная комиссия (англ. Australian Classification Board, ACB) — официальный классификационный орган, сформированный правительством Австралии в 1970 году и с этого времени занимающийся классификацией фильмов, видеоигр и публикаций, предназначенных для общественного показа, продажи или аренды в Австралии. Австралийская аттестационная комиссия первоначально входила в Офис классификации фильмов и литературы, который был распущен в 2006 году. Административную поддержку Комиссии теперь оказывает Департамент генерального прокурора Роберта МакКлелланда. Решения, принятые Комиссией, могут рассматриваться Австралийским классификационным наблюдательным советом.

## Организации
Аттестационная комиссия — это утверждённый законом орган, возникший на основании Акта о классификации (публикаций, фильмов и компьютерных игр) от 1995 года. Этот акт также обеспечивает базис для Национального классификационного кодекса, от которого зависит принятие решений. Поскольку государственное и территориальные правительства несут ответственность за осуществление цензуры и могут избегать или игнорировать национальную схему классификации, если они того пожелают, то любые изменения в национальной классификационной схеме должны быть согласованы всеми министрами государственной и территориальной цензуры (обычно это генеральные прокуроры). Несмотря на это, в Южной Австралии всё ещё действует отдельный Классификационный совет, который имеет право отменить решения национальной классификации в этом штате.
Аттестационная комиссия сама по себе не подвергает цензуре материал, вырезая из него или делая какие-либо другие изменения, корректировки. Однако она в состоянии фактически цензурировать медиа, отказываясь от классификации и выдачи рейтинга, тем самым делая информацию нелегальной для аренды, показа и импорта в Австралию.

## История
В 1970 году мир увидел свежесформированную систему рейтингов и федеральный орган под названием Австралийская Аттестационная Комиссия, созданный для оценки всех фильмов (а позже, в 1994 году, и видеоигр), которые приходят в Австралию. В первые годы существования системы имелось четыре рейтинга: G, для «Общего показа»; NRC, «Не Рекомендуется для Детей»; M, для «Взрослой Аудитории»; и R, для «Ограниченного показа». Позже NRC стал PG, а R — R18+, рейтинги G и M сохранились.
В 1993 году ААК ввела новую оценку MA15+, чтоб заполнить промежуток между M и R18+, из-за жалоб на такие фильмы как «Молчание ягнят», которые были слишком жёсткими для рейтинга M (не рекомендуется для юной аудитории, хотя просмотр позволяется в любом возрасте), но в то же время не так уж сильно воздействуют на зрителя, чтобы дать оценку R18+ (от 18 и старше).
В 1994 г. произошло введение Офиса Классификации Фильмов и Литературы (Office of Film and Literature Classification). Он был выше Австралийской Аттестационной Комиссии. В 2006-м его распустили, а Аттестационная Комиссия передана Департаменту Генерального прокурора.
В отношении к материалу, показываемому по телевидению, имеются определённые ограничения относительно классификации программ в свободном ТВ. Программы из категории P (дошкольники) и C (дети) главным образом идут по утрам и в полдень, когда их могут смотреть юные зрители. Передачи, попавшие под категории от G до PG, можно показывать в любое время в течение дня. Программы из категории М можно показывать лишь с 12:00 до 15:00 (в школьные дни), а также с 19:30 до 6:00. И наконец, передачи с рейтингом МА15+ выходят с 20:30 (21:30 на ABC Me) до 6:00.

## Противоречия
В 2007 г. некоторые чиновники были обеспокоены указанием Дональда Макдональда, когда директор облегчил правительству возможность контролировать и ограничивать материал, в особенности тот, который обучает или подстрекает к терроризму. На Макдональда также оказывали давление и принуждали уйти с поста после запрета «Сало, или 120 дней Содома».

### Классификация фильмов
В 2010 году Комиссия дала необрезанной версии Сало рейтинг R18+, в основном из-за дополнительного материала, представляющего более выдающийся контекст. Эта картина была запрещена в 1997 г. и с тех пор запомнились лишь две неудачные попытки снять ограничение.

### Классификация видеоигр
Несмотря на строку в Национальном Классификационном Кодексе, заявляющую, что «взрослые должны иметь возможность читать, слушать и смотреть то, что они хотят», до 1 января 2013 года рейтинга R18+ для видеоигр не существовало. На текущий момент для видеоигр также отсутствует рейтинг X18+.
В Австралии видеоигры обычно получают более снисходительные оценки по сравнению с другими западными странами, хотя есть экземпляры, которым отказали выдать рейтинг; как упомянуто выше, ранее это происходило из-за недостатка в Австралии взрослой классификации для видеоигр. Майкл Аткинсон, южноавстралийский Генеральный прокурор до 2010, был противником введения рейтинга R18+ и активно блокировал вынос документа на обсуждение до своей отставки, тогда же узнали мнение австралийской общественности относительно того, надо ли ввести классификацию R18+. Исследования, проведённые в Университете Бонда, показали, что большинство людей, у которых они брали интервью, хочет, чтобы оценка R18+ была введена и многие психологи подписываются под этим исследованием и осуждают позицию Майкла Аткинсона. В недавнем 6-страничном ответе на письмо, полученное им относительно классификации R18+, Аткинсон заявил, что «эта проблема мало затрагивает тех избирателей, которые более заинтересованы в реальных проблемах, чем в домашних развлечениях с воображаемыми мирами».
Билль о поправке к классификации для публикаций, фильмов и компьютерных игр (R18+ для компьютерных игр) 2012 года был внесён в Парламент Австралии 15 февраля 2012 года Джейсоном Клэром, министром внутренних дел и министром юстиции Австралии. Билль был принят всеми палатами 18 июня 2012 года, одобрен Генерал-губернатором 6 июля 2012 года и вступил в силу 1 января 2013 года.
Хотя в Австралии и не было оценки R18+ для видеоигр, имеется множество примеров игр, получающих намного более снисходительные рейтинги, чем в других странах. Среди таких игр есть Halo 3, который получил M (15 от BBFC, M(17) от ESRB, Ново-Зеландский OFLC — R16), Ведьмак, получивший MA15+ (18 от PEGI, BBFC, обрезан для ESRB и дали оценку M(17)), Dead Rising и его продолжение — MA15+ (18 от BBFC и PEGI, Z от CERO), Dead or Alive Xtreme 2 — PG (17 от ESRB и CERO), Zone of the Enders (и его первый сиквел, Zone of the Enders: The 2nd Runner) — G8+/PG (R16 от Ново-Зеландского OFLC, M(17+) от ESRB, 15 от BBFC и 12+ от PEGI), а Sherlock Holmes: The Awakened — PG (M(17) от ESRB, 16+ от PEGI).

## Классификация фильмов и видеоигр

### Ознакомление
Все рейтинги представлены ниже исключительно для ознакомления — они не вводят юридических ограничений для доступа к чему-либо или распространения какого-либо материала.

#### E (освобождено от классификации)
Только очень специфичные типы материала (включая образовательный и прямые записи спектаклей) могут быть освобождены от классификации, и материал не может содержать ничего, что может привести к оценке М или выше. Размер освобождения может быть определён дистрибьютором или экспонентом (с самооценкой) без необходимости представлять продукт в Аттестационную Комиссию для сертификации. Самооценённые освобождённые фильмы не могут использовать официальную маркировку, хотя рекомендуется, чтобы фильмы и компьютерные игры, самооценённые как освобождённые, имели надпись: «Этот фильм/компьютерная игра освобожден(а) от классификации». Это означает, что выбранному материалу невозможно дать рейтинг.

#### G (общий показ)
Эти фильмы и компьютерные игры предназначены для общей аудитории.
Содержание очень умеренно в своём воздействии на зрителя.
- Темы должны вызывать очень слабое ощущение угрозы или опасности и быть оправданными контекстом.
- Насилие должно восприниматься как незначительная угроза или опасность и быть оправданным контекстом.
- Сексуальная активность должна быть очень сдержанной и едва уловимой, а также соответствовать контексту.
- Нецензурная лексика должна быть очень мягкой и использоваться редко, а также быть оправданной контекстом.
- Употребление наркотиков должно подразумеваться лишь в самых редких случаях и быть оправданным контекстом.
- Обнажённость должна быть оправдана контекстом.

Эта оценка эквивалентна рейтингу G у MPAA, U у BBFC и 0+ у РСВР.

#### PG (рекомендуется присутствие родителей)
Эти фильмы и компьютерные игры содержат материал, который может смутить или расстроить младших зрителей.
Содержание умеренно в своём воздействии.
- Темы должны вызывать очень слабое ощущение угрозы или опасности и быть оправданными контекстом.
- Насилие должно быть незначительным и редким и быть оправданным контекстом.
- Сексуальное насилие недопустимо.
- Сексуальная активность должна быть сдержанной и ненавязчивой и соответствовать контексту.
- Грубая лексика должна быть умеренной и использоваться редко, а также быть оправданной контекстом.
- Секс, нагота и употребление наркотиков должны быть умеренными, редкими, «незаметно подразумеваемыми» и «оправданными контекстом».
- Употребление наркотиков и нагота должны быть оправданы контекстом.

Эквивалент рейтингу PG у MPAA, BBFC и 6+ у РСВР.

#### M (рекомендуется для взрослой аудитории)
Эти фильмы и компьютерные игры содержат материал, требующий зрелый взгляд на вещи, но всё же недостаточно сильный для юных зрителей.
Содержание имеет среднее воздействие.
- Темы могут вызывать умеренное чувство тревоги или опасности, если это оправдано контекстом.
- Умеренное насилие допустимо, если «оправдано контекстом». Сексуальное насилие должно быть крайне редким и оправданным контекстом.
- Сексуальная активность должна подразумеваться, если это «оправдано контекстом».
- Нецензурная лексика может использоваться. Агрессивная или грубая нецензурная лексика должна использоваться редко и быть оправданной контекстом.
- Употребление наркотиков и нагота должны быть оправданы контекстом.

Эквивалент рейтингу PG-13 у MPAA, 12A/12 у BBFC и 12+ у РСВР.

### Ограниченное
Следующие классификации вводят ограничения на продажу или показ материалов лицам моложе соответствующего возрастного лимита.

#### MA15+ (только в сопровождении Взрослых)
Содержание считается неподходящим для показа подросткам младше 15 лет. Люди младше этого возраста могут легально купить или показать контент с рейтингом MA15+ только под надзором взрослого опекуна. Это юридически ограниченная категория.
Содержание имеет сильное воздействие.
- Реалистичное насилие средней интенсивности допускается. Изображение насилия с «высокой степенью реалистичности» допустимо только в том случае, если оно «оправдано контекстом». Однако стилизованное насилие может быть «более детальным».
- Сильное насилие допустимо, хотя, если оно кровавое и жестокое, оно должно быть «редким» или «оправданным контекстом».
- Сексуальное насилие допустимо только в том случае, если оно «не является частым, беспричинным или эксплуататорским».
- Сексуальная активность может быть «незаметно подразумеваемой» или «имитируемой».
- Обнажённость разрешена, но в сексуальном контексте она «не должна использоваться в корыстных целях».
- Пугающие или напряжённые сцены «не должны беспокоить разумного взрослого человека».
- Агрессивная и очень грубая лексика может использоваться, но она «не должна быть эксплуататорской».
- Употребление наркотиков может быть показано, но не в «пропагандистской манере».
- Темы, если они сильные, должны быть оправданы контекстом.

Эквивалент рейтингу R у MPAA, 15 у BBFC и 16+ у РСВР.

#### R18+ (ограничено)
Лицам младше 18-и лет рекомендуется присутствие родителей.
Содержание имеет высокое воздействие.
- Реалистичное и откровенное изображение насилия разрешено, но насилие, которое «часто является беспричинным, жестоким, эксплуататорским и оскорбительным для разумного взрослого человека», запрещено.
- Темы могут быть «очень насыщенными», но не должны быть «эксплуататорскими».
- Сексуальное насилие допускается только в том случае, если оно «необходимо для повествования», «не носит эксплуататорский характер» или «не показано в деталях».
- Сексуальная активность может быть «реалистично смоделирована», но изображение «реальной сексуальной активности» запрещено. Однако несколько фильмов, содержащих художественное изображение реальной сексуальной активности, таких как Романтика и Нимфоманка, получили рейтинг R 18+.
- Употребление наркотиков может быть показано, но «без излишних подробностей», а также «не должно пропагандироваться или поощряться». В компьютерных играх не допускается употребление наркотиков, связанное с «поощрениями и наградами».
- Обнажённость в сексуальном контексте «не должна подразумевать очевидный контакт с гениталиями».
- Нецензурная лексика практически не ограничена.

Эквивалент рейтингу NC-17 у MPAA, 18 у BBFC и 18+ РСВР.

#### X18+ (запрещено)
Лица младше 18-и не могут покупать, брать в прокат и показывать эти фильмы.
Это оценка относится только к графическому/реалистическому сексуальному контенту. Фильмы под категорией X18+ (Запрещено) запрещается продавать и брать в прокат во всех австралийских штатах и легально доступны по всей Австралии. Тем не менее импорт материала с рейтингом X18+ из этих территорий в другие штаты не нарушает закон.
Эквивалент рейтингу NC-17 у MPAA и R18 у BBFC.

#### RC (отказ в классификации)
Фильмы, публикации или игры, имеющие очень высоко воздействуют на аудиторию и/или содержат любой тип насилия вкупе с настоящим половым сношением, OFLC даёт рейтинг RC. Продукты, которым можно присвоить этот рейтинг включают в себя контент:
- Подробные инструкции или пропаганда в вопросах преступности или насилия
- Пропаганда или обучение педофилии
- Описание или изображение сексуального насилия над детьми или любых других эксплуататорских или оскорбительных действий в отношении лица, которое является или выглядит как лицо младше 18 лет
- Неуместное, эксплуататорское или оскорбительное изображение:

```
* насилие с очень высокой степенью воздействия или чрезмерно частое, продолжительное или детальное насилие
* жестокость или реальное насилие, описанные в мельчайших подробностях или оказывающие чрезвычайно сильное воздействие
* сексуальное насилие
```

- Изображения таких практик, как зоофилия, некрофилия или другие практики, которые считаются отвратительными или вызывающими отвращение
- Неуместное, эксплуататорское или оскорбительное изображение:

```
* деятельность, сопровождающаяся фетишизмом или оскорбительными или отвратительными практиками
* инцестуальные фантазии или другие фантазии, которые являются оскорбительными или отвратительными
```

Классификация принудительна, и продукты с рейтингом RC запрещается продавать, брать в прокат и показывать в общественном месте, нарушителей ждёт максимальный штраф $275000 и/или 10 лет тюрьмы. Однако закон не запрещает хранить фильмы без рейтинга, если они не содержат нелегальный контент (например, детскую порнографию).
E, G, PG, M, MA15+ и R18+ — текущие оценки для игр. Играм нельзя давать рейтинг X18+, вместо этого им отказывают в классификации (запрещают), то есть дают рейтинг RC, в связи с чем их нельзя продавать. Игры, которым отказали в классификации, могут быть отредактированы и повторно представлены разработчиками, чтобы заполучить рейтинг R18+.

#### CTC (Проверьте классификацию)
Проверьте классификацию (CTC) - «Сообщение для неклассифицированных фильмов и компьютерных игр' Фильм или компьютерная игра были оценены и одобрены для рекламы. Вы должны проверить классификацию ближе к дате выпуска. Реклама, связанная с не секретными фильмами и играми, должна отображать сообщение CTC - это включает в себя плакаты, трейлеры, интернет-посты и любой другой тип рекламы. После того, как содержание будет классифицировано, классификационная маркировка должна заменить маркировку CTC на всех рекламных материалах.

### Предыдущие оценки для видеоигр
Эти рейтинги всё ещё можно увидеть на некоторых старых видеоиграх, которые до сих пор находятся в продаже в Австралии.
|                                        | G — Общее: Классификация G — для общей аудитории. |
| OFLC Rating: G8+                       | G8+ — Общее для детей старше 8 лет: Материал из категории G8+ может содержать контент, который некоторые ребята находят смущающим или расстраивающим, и может потребоваться присутствие родителей или опекунов. Не рекомендуется к просмотру лицам до 8 лет без сопровождения родителей или опекунов. Эта оценка изменена на PG. |
| OFLC Rating: M15+                      | M15+ — Взрослое для детей старше 15 лет: Несмотря на название, материал с рейтингом M15+ не рекомендуется для лиц младше 15 лет. Тем не менее, всё ещё нет никаких законных ограничений, поэтому в любом возрасте позволяется смотреть такие тайтлы. Это оценка изменилась на М.                                                 |
| OFLC Rating: MA15+ (Mature Restricted) | MA15+ — Только в Сопровождении Взрослых (Ограниченное): Материал, классифицированный как MA15+, считается неподходящим для людей младше 15 лет. Это юридически ограниченная категория. Людям моложе 15-и не разрешается покупать или брать в прокат без сопровождения родителя или взрослого опекуна.                            |

Любая видеоигра, НЕ относящаяся ни к одной из этих категорий, оценивается как Отказано в Классификации (Запрещённое).

### Участники
Постоянные члены Аттестационной комиссии на текущий момент времени:
- Дональд Макдональд (Директор)
- Джереми Фентон (Старший Классификатор)
- Джорджина Дридэн
- Грэг Скотт
- Аманда Апель
- Захид Гэмилдин
- Моя Глэссон
- Шеридан Трэйс

## Литературные рейтинги
— Неограниченное
 — Неограниченное — Взрослое — Не рекомендуется для читателей младше 15 лет.
 — Ограниченная Категория 1 — Недоступно для лиц младше 18 лет.
 — Ограниченная Категория 2 — Порнографический материал; ограничено так же, как описано выше.
Литература должна быть классифицирована, только если она содержит что-либо, что подпадает под Категорию 1 или выше. Любая классифицированная литература, НЕ относящаяся ни к одной из вышеупомянутых категорий, оценивается как „Отказано в Классификации (Запрещённое)”. Эти рейтинги редко появляются на книгах.

## Результаты работы
В 2008 г. комиссия приняла решение в отношении нагих фотографий на выставке работ Билла Хенсона.
Также комиссия оценила одну из самых популярных сетевых игр в мире, World of Warcraft, спустя пять лет после релиза.